# Rimac Concept One
Der Rimac Concept_One ist ein zweisitziger elektrobetriebener Sportwagen, entworfen und hergestellt von Rimac Automobili. Mit einer Leistung von 800 kW (1088 PS) und 1600 Nm Drehmoment beschleunigt er von 0 auf 100 km/h in 2,8 Sekunden. Er ist der erste elektrische Supersportwagen, der zum Preis von etwa einer Million Dollar verkauft wurde. 2013 war er auch das am stärksten beschleunigende Elektroauto auf dem Markt. Bis Oktober 2014 wurden acht Fahrzeuge verkauft. 2016 erschien die endgültige Version mit auf 900 kW (1224 PS) erhöhter Leistung,  die in 2,5 Sekunden von 0 auf 100 km/h beschleunigen konnte.

## Geschichte
Das Concept_One wurde erstmals auf der Internationalen Automobil-Ausstellung 2011 in Frankfurt am Main und auf der Pariser Autosalon 2012 in Paris präsentiert. Ein Auto wurde bereits im Januar 2013 an einen spanischen Kunden ausgeliefert. Bis Oktober 2014 wurden acht Fahrzeuge verkauft. Das Concept_One soll 980.000 US-Dollar kosten, es sollen nur 88 Fahrzeuge hergestellt werden.
Der Concept_One war das offizielle Nullemissionsfahrzeug des Renndirektors der FIA-Formel-E-Meisterschaft 2014/15. Der Renndirektor prüfte damit unter anderem vor Rennbeginn die Rennstrecke.
Im Jahr 2015 nahm Rimac mit einem 1 Megawatt starken Elektrofahrzeug am Pikes-Peak-Rennen teil. Das Fahrzeug belegte den zweiten Platz über alle Klassen. Fahrer war der mehrfache Pikes-Peak-Gewinner Nobuhiro Tajima. Auf den ersten Platz im Gesamtklassement fuhr ebenfalls ein Elektroauto.
Das Auto wurde beständig weiterentwickelt. Auf dem Genfer Auto-Salon 2016 wurde die finale Version und bereits die Nachfolgeversion Rimac Concept_S präsentiert.
Im Rahmen der Dreharbeiten zur Amazon-Prime-Show The Grand Tour wurde ein Prototyp am 10. Juni 2017 von Richard Hammond, einem der drei Moderatoren, zerstört. Dieser verlor am Ende eines Demonstrationslaufs beim Hemberger Bergrennen aus noch ungeklärter Ursache die Kontrolle über das Fahrzeug und überschlug sich. Hammond konnte sich aus dem Wagen selbstständig befreien und erlitt eine Verletzung am Knie; kurz darauf ging das Fahrzeug in Flammen auf.

## Spezifikation
Die Geschwindigkeit wird bei 300 km/h abgeregelt. Jedes Rad wird von einem flüssigkeitsgekühlten permanenterregten Elektromotor angetrieben und gemäß dem eingestellten Setup und der aktuellen Fahrsituation extra über ein Computersystem beschleunigt oder verzögert.
Der Energiespeicher ist ein 90-kWh-Lithium-Ionen-Akkumulator (Lithium-Nickel-Mangan-Cobalt-Oxide), mit dem das Auto eine Reichweite von 500 km hat. Die Karosserie ist aus kohlenstofffaserverstärktem Kunststoff gefertigt.
In der auf dem Genfer Auto-Salon 2016 präsentierten finalen Version wurden einige Werte nochmals verbessert: Das maximale Drehmoment liegt bei 1600 Nm. Von 0 auf 100 km/h wird in 2,6 Sekunden, von 0 auf 200 km/h in 6,2 Sekunden, und von 0 auf 300 km/h in 14,2 Sekunden beschleunigt. Die elektronisch abgeregelte Höchstgeschwindigkeit liegt nun bei 355 km/h. Das Fahrzeug hat Carbon-Keramik-Bremsscheiben.

### Concept_S

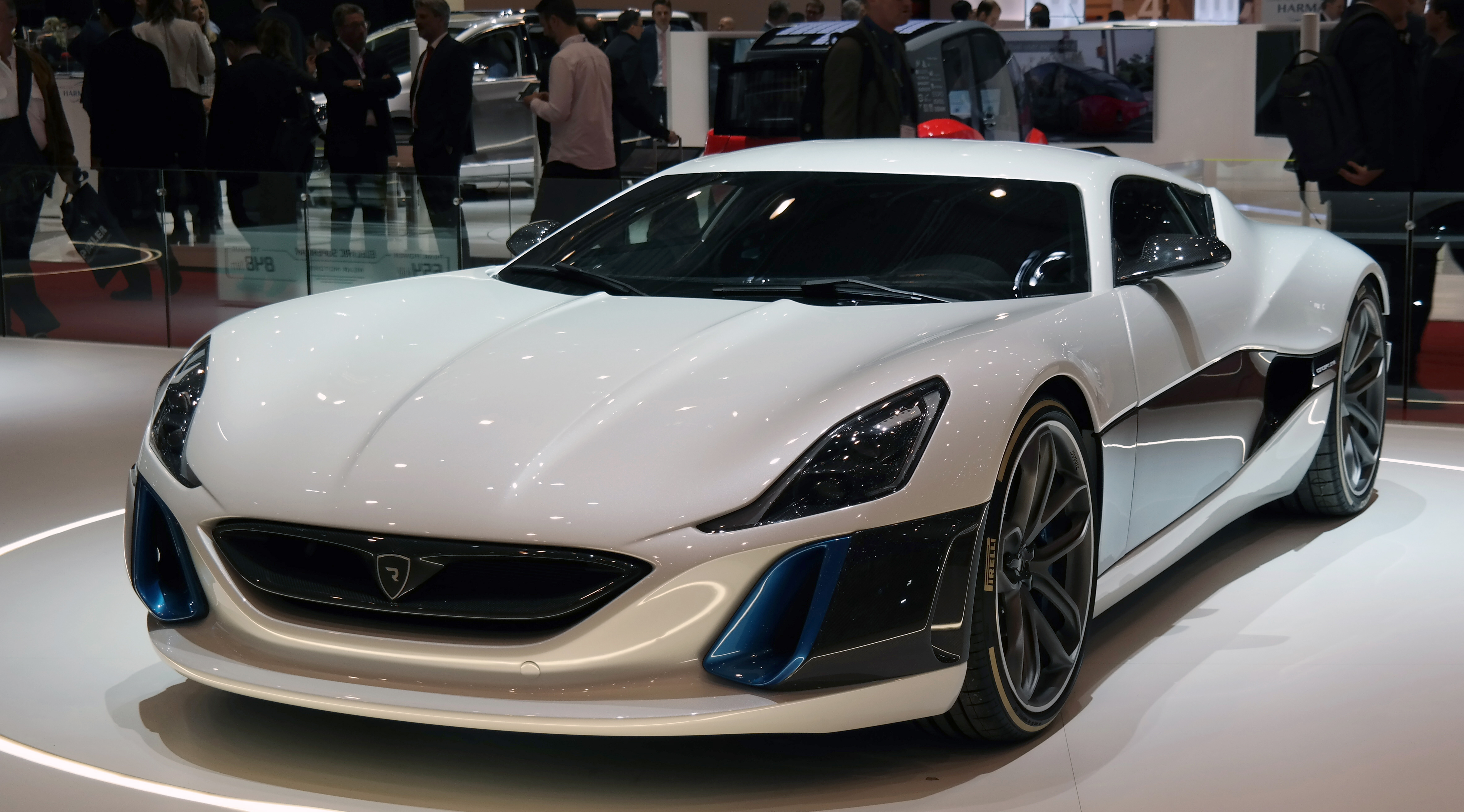
Rimac Concept_S auf dem Genfer Auto-Salon 2017

Das Concept_S wurde auf dem Genfer Auto-Salon 2016 präsentiert und ist eine modifizierte Version des Concept_One. Die maximale Leistung beträgt 1018 kW (1384 PS), das maximale Drehmoment liegt bei 1800 Nm. Die Beschleunigung von Null auf 100 km/h erfolgt in 2,5 Sekunden, auf 200 km/h in 5,6 Sekunden, auf 300 km/h in 13,1 Sekunden und die Höchstgeschwindigkeit liegt bei 365 km/h. Das Fahrzeug hat Carbon-Keramik-Bremsscheiben.

## Abgeleitete Fahrzeuge
Ende 2014 wurde der Volar-e auf den Markt gebracht. Die Firma Applus+IDIADA baute dieses Fahrzeug auf der Basis des Rimac Concept_One, reduzierte jedoch die Akkugröße (38 kWh), um Gewicht zu sparen. Die Reichweite beträgt 200 km. Der Akku kann innerhalb von 15 Minuten wieder aufgeladen werden.